# Caso Edu
El caso Edu, también llamado fraude de los cursos de formación, es un presunto caso de malversación de caudales públicos vinculado a la Junta de Andalucía, en España. Está siendo investigado por la Unidad de Delitos Económicos y Fiscales (UDEF) del Cuerpo Nacional de Policía y está pendiente de judicialización.
En este caso, la Junta habría pagado cursos de formación que no se llegaron a realizar, sin exigir justificación de la realización de estos ni demandar la devolución de los fondos en caso de que el curso no se impartiera. La investigación se inició en la provincia de Málaga y actualmente se está extendiendo a toda Andalucía. Actualmente hay 17 empresas y más de 200 personas bajo investigación. El total pagado por adelantado a las entidades formadoras en el período investigado, de 2007 a 2013, asciende a 2.000 millones de euros, siendo entre 1000 y 1500 millones de euros el total defraudado.

## Descripción del fraude
El caso se refiere al procedimiento de pago de los cursos de formación profesional ocupaciónal (FPO) para desempleados: la Junta pagaba el 75% del importe por adelantado a la entidad formadora y entregaba el 25% restante una vez que ésta justificaba el final del curso. La UDEF encontró algunos cursos impartidos en la provincia de Málaga en los que la entidad formadora había percibido el anticipo del 75% y no había solicitado el otro 25%, lo que levantó las sospechas de que el curso no había sido realizado.
La Junta de Andalucía destinó entre 2005 y 2013 destinó un total de 2.875 millones de euros a la FPO. De ellos, 1.155 millones procedían de la Unión Europea y otros 1.720 millones, del Estado.
Los primeros medios en informar de este caso fueron El Confidencial y Libertad Digital el 15 de abril de 2014, alertando de un "fraude masivo" que "podría alcanzar unos 2.000 millones de euros", resultado aproximado de obtener el 75% (el pago por adelantado) de los 2.875 millones destinados a la FPO en el período investigado. Aludían también a personas afectadas por el fraude, que nunca llegaron a participar en los cursos anunciados, y a empresas que recibieron entre 300.000 y 2 millones de euros por cursos de formación que no se impartieron.
Actualmente el caso se está desinflando y
tiene más de cien causas archivadas y el Tribunal de Cuentas acaba de archivar los Procedimientos relativos a 2009 y 2010 por no apreciar nada.

## Detenciones
El 10 de febrero de 2015 el juez ordena la detención de 90 personas, entre ellas Pilar Sánchez Muñoz, alcaldesa socialista de Jerez de la Frontera entre 2005 y 2011, y varios concejales.
El 8 de junio de 2015 son detenidos 30 excargos de la Junta de Andalucía en el marco tercera fase de la Operación Edu.

## Repercusiones
El 16 de abril, la Comisión Europea advirtió a la Junta de Andalucía que pediría explicaciones sobre este presunto fraude. Un total de 1.155 millones de euros del Fondo Social Europeo estaba destinado a estos cursos de formación.
El mismo día el consejero de Educación, Cultura y Deporte de la Junta de Andalucía, Luciano Alonso, compareció para exigir una rectificación al ministerio del Interior de España, del que depende la UDEF, por filtrar a la prensa un caso aún sin judicializar, además de explicaciones adicionales, como los nombres de las personas y empresas implicadas en la trama.
Al día siguiente, el portavoz de la Junta, Miguel Ángel Vázquez, anunció que para la Junta, esta información se trata de una "filtración interesada" a medios de comunicación como El Confidencial y Libertad Digital, para abrir una "causa general" contra Andalucía, empleando términos como "gran mentira amparándose en la cobardía de unas fuentes anónimas" o "intoxicación periodística". Anunció también que se exigiría el reintegro de los cursos de formación no realizados. El ministerio del Interior negó que se hubieran realizado filtraciones a medios, informando que se había actuado con "máxima dsicreción".
El Partido Popular, en comparecencia de su presidente regional Juan Manuel Moreno, solicitó la comparecencia inmediata de Susana Díaz, presidenta de la Junta, así como pedir que "colabore al máximo".